# Естебан Хосе Еррера
Естебан Хосе Еррера (ісп. Esteban Herrera, нар. 9 березня 1981, Санта-Фе) — аргентинський футболіст, що грав на позиції півзахисника, нападника.

## Клубна кар'єра
Вихованець клубу «Бока Хуніорс». 28 березня 1999 року дебютував у складі першої команди, замінивши Крістіана Хіменеса в матчі проти «Хімнасії і Есгріма» (1:1). Втім оскільки у клубі окрім Хіменеса в атаці грали такі зіркові нападники як Мартін Палермо, Гільєрмо Баррос Скелотто та Марсело Дельгадо, то заграти Еррера шансів майже не мав, провівши за три роки лише 6 ігор у чемпіонаті і забивши один гол. Тим не менш за цей час він тричи виборював титул чемпіона Аргентини, двічі ставав володарем Кубка Лібертадорес та один раз володарем Міжконтинентального кубка, але вагомого внеску в здобутки клубу не доклав, а 2001 року, коли в команді з'явився ще й японський нападник Наохіро Такахара, Еррера був відданий в оренду в «Тальєрес», а в середині 2003 року покинув рідний клуб вільним агентом.
У сезоні 2003/04 грав у Італії, провівши по півроку у клубах «Мессіна» (Серія Б) та «Луккезе» (Серія С1), після чого повернувся на батьківщину і став виступати за клуб «Чакаріта Хуніорс».
З 2005 по 2009 рік аргентинский нападник виступав у Греції, граючи за клуби «Іракліс», «Верія» та ОФІ, а поітім виступав у Перу за місцеве «Коронель Болоньесі».
У 2010—2011 роках Еррера грав а батьківщині за нижчоліговий клуб «Спортіво Італьяно», а потім знову став легіонером і грав за чилійське «Ньюбленсе» та індонезійський клуб «Мітра Кукар».
Завершив професійну ігрову у аматорському аргентинського клубі «Камйонерос», за який виступав протягом 2014 року.

## Виступи за збірну
2001 року залучався до складу молодіжної збірної Аргентини. Того року у її складі брав участь у домашньому молодіжному чемпіонаті світу. У команді, в якій його партнерами були такі гравці як Ніколас Бурдіссо, Хав'єр Савіола, Максі Родрігес і Андрес Д'Алессандро, Еррера був гравцем основного складу, зігравши у всіх семи іграх і забив три голи.

## Титули і досягнення
- Чемпіон Аргентини (3):

«Бока Хуніорс»: Апертура 1998, Клаусура 1999, Апертура 2000
- Володар Кубка Лібертадорес (2):

«Бока Хуніорс»: 2000, 2001
- Володар Міжконтинентального кубка (1):

«Бока Хуніорс»: 2000
- Чемпіон світу (U-20): 2001